# Hiéroglyphe égyptien D9
Le hiéroglyphe égyptien D9 (œil pleurant) est classifié dans la section D « Parties du corps humain » de la liste de Gardiner ; il y est noté D9.

## Représentation
Il représente un œil humain pleurant. Il est translittéré rmj.

## Utilisation
| r · m | D9 |

| r · m | D9 |

Il ne doit pas être confondu avec :
| D4 |

| D4 |

| D5 |

| D5 |

| D6 |

| D6 |

| D7 |

| D7 |